# 479 a. C.
El año 479 a. C. fue un año del calendario romano prejuliano. En el Imperio romano se conocía como el Año del consulado de Vibulano y Rutilo (o menos frecuentemente, año 275 Ab urbe condita).

## Acontecimientos
- Batalla de Platea, los griegos derrotan a los persas.
- Pausanias, hijo de Cleómbroto I es nombrado rey regente de Esparta en reemplazo del hijo de Leónidas I, Plistarco.
- La flota de Temístocles y del rey espartano Leotíquidas II derrota en el promontorio de Mícala (Samos) a la flota persa. Los tebanos luchan junto a los persas.
- La gens Fabia se hace cargo de la defensa de la fortaleza de Crémera, bajo el mando del consular Marco Fabio Vibulano.
- Un terremoto y un tsunami sacuden el norte del mar Egeo.

## Fallecimientos
- Confucio, filósofo chino.
- Cleómbroto I, rey de Esparta.